# 灰色の乙女
『灰色の乙女』（はいいろのおとめ）は、新田チハルによる日本の漫画作品。「ズズズキュン!」（シーモアコミックス）レーベルの作品として「コミックシーモア」にて2019年1月3日から2020年6月6日まで連載された。
2023年9月から10月まで毎日放送制作でテレビドラマを放送された。

## 登場人物
鏡蔦子（かがみ つたこ）
広告会社のOL。20年間片思いしている維井莇のストーカー行為をしていたが、交通事故で記憶喪失になった莇に、自分が恋人であると嘘をつく。
維井莇（いい あざみ）
叔父が経営するパン屋で働く。ある日、ひき逃げ事故に遭い記憶喪失となり、恋人だと名乗る蔦子のことを信じ、次第に蔦子に惹かれていく。
海堂菫（かいどう すみれ）
蔦子の会社の同僚で、何でも話せる仲の親友。
長谷川柚輝 (はせがわ ゆずき)
蔦子・菫の会社の後輩で、蔦子に片思いしており日々アタックするが、相手にされない。
竜胆源太（りんどう げんた）
莇をひき逃げした犯人で、素行が悪く数々の犯罪に手を染めている。
維井柊一（しい しゅういち）
莇の叔父で、パン屋を経営する。

## 書誌情報
- 新田チハル 『灰色の乙女』 ソルマーレ編集部〈ズズズキュン!〉、全3巻
  1. 2019年7月6日発売[3]、ASIN B07WSMWGD3
  2. 2020年1月4日発売[4]、ASIN B07WSMWGD3
  3. 2020年8月1日発売[5]、ASIN B07WSMWGD3

## テレビドラマ
2023年9月6日（5日深夜）から10月18日（17日深夜）まで毎日放送・TBSの「ドラマイズム」枠にて放送された。
主演は桜井玲香と中田圭祐。キャッチコピーは「記憶喪失×ストーカー 嘘と狂気のラブサスペンス」。

### キャスト
鏡蔦子
演 - 桜井玲香
維井莇
演 - 中田圭祐　竹内彰良(中学生)　平石稜空(小学生)
海堂菫
演 - 桃月なしこ
長谷川柚輝
演 - 松本大輝
竜胆源太
演 - 鈴々木響
維井柊一
演 - 六角慎司

### スタッフ
- 原作 - 新田チハル『灰色の乙女』（ソルマーレ編集部）
- 監督 - 椿本慶次郎、戸塚寛人
- 脚本 - 天野千尋、熊谷まどか、野崎浩貴
- オープニング主題歌 - Hilcrhyme「十字架」（Universal Connect）[7]
- エンディング主題歌 - 緑仙「ヒロイン」（ユニバーサルミュージック / Altonic Records）[7]
- 制作プロダクション - ソケット
- 製作 - 「灰色の乙女」製作委員会、毎日放送

### 放送日程
| 話数   | 放送日   | サブタイトル           | 脚本       | 監督       |
| ------ | -------- | ---------------------- | ---------- | ---------- |
| 第1話  | 09月06日 | 私は、あなたの恋人です | 天野千尋   | 椿本慶次郎 |
| 第2話  | 09月13日 | 恋人はストーカー       | 熊谷まどか | 椿本慶次郎 |
| 第3話  | 09月20日 | 好きな人の血           | 熊谷まどか | 椿本慶次郎 |
| 第4話  | 09月27日 | 初めての2人きりの夜    | 野崎浩貴   | 戸塚寛人   |
| 第5話  | 10月04日 | ストーカーの存在       | 野崎浩貴   | 戸塚寛人   |
| 第6話  | 10月11日 | 追い詰めたのは誰       | 天野千尋   | 椿本慶次郎 |
| 最終話 | 10月18日 | ストーカーの恋の結末   | 天野千尋   | 椿本慶次郎 |

### ネット局
| 放送期間                 | 放送時間                    | 放送局      | 対象地域   | 備考   |
| ------------------------ | --------------------------- | ----------- | ---------- | ------ |
| 2023年9月6日 - 10月18日  | 水曜 0:59 - 1:29 (火曜深夜) | 毎日放送    | 近畿広域圏 | 製作局 |
|                          | 水曜 1:28 - 1:58 (火曜深夜) | TBSテレビ   | 関東広域圏 |        |
| 2023年9月19日 - 10月31日 | 火曜 1:55 - 2:25 (月曜深夜) | RKB毎日放送 | 福岡県     |        |

### ネット配信
| 配信開始月 | 配信サイト    | 配信料金     | 備考       |
| ---------- | ------------- | ------------ | ---------- |
| 2023年9月  | MBS動画イズム | 広告付き無料 | 見逃し配信 |
| 2023年9月  | TVer          | 広告付き無料 | 見逃し配信 |
| 2023年9月  | Hulu          | 定額制有料   |            |

| 毎日放送・TBS ドラマイズム         | 毎日放送・TBS ドラマイズム | 毎日放送・TBS ドラマイズム |
| 前番組                             | 番組名                     | 次番組                     |
| ---------------------------------- | -------------------------- | -------------------------- |
| DIY!! -どぅー・いっと・ゆあせるふ- | 灰色の乙女                 | マイホームヒーロー         |